# 大山庙 (肥东县)
大山庙，又名甘露寺，是位于中国安徽省合肥市肥东县石塘镇浮槎山山顶的一个佛寺，大山庙的南北朝时期遗址于2001年入选第三批肥东县文物保护单位。
大山庙占地5000平方米，建筑面积400平方米，合巢泉即位于寺庙附近。据清朝嘉庆版《合肥县志》记载，该寺于南宋端平二年（1235年）为求雨而建，原有释迦牟尼、十八罗汉等大型塑像，一度为浮槎山一带规模最大的寺庙，1952年拆毁，兴建茶厂于此，后重建。